# Ramphotyphlops cumingii
Ramphotyphlops cumingii är en ormart som beskrevs av Gray 1845. Ramphotyphlops cumingii ingår i släktet Ramphotyphlops och familjen maskormar. Inga underarter finns listade i Catalogue of Life.
Denna orm förekommer främst på södra Filippinerna men även på några mindre öar i ögruppens centrala delar. Exemplar registrerades i skogar och där i ormbunkar som växer som epifyter i träd. Honor lägger ägg.
Antagligen påverkas arten negativ av skogens omvandling till jordbruksmark. Populationens storlek är okänd. IUCN kategoriserar arten globalt som otillräckligt studerad.